# 神田利雄
神田 利雄（かんだ としお、1851年 - 1876年（明治9年）10月28日）は、明治時代初期の巡査。秋月の乱で反乱軍に殺害された殉職警察官。

## 略伝
萩・長州藩士の家に生まれる。叔父の寺内正員警部が福岡県に在職中であった関係から、明治8年初夏、24歳で3等巡査、のち2等巡査に進み、大隈分屯所長格で、数名の部下と警察任務にあたった。
大隈分屯所で1人で勤務中、秋月から豊津（現在のみやこ町）へ向かう途中の反乱軍に襲われ、捕らえられる。田川郡猪膝まで連行され、豊津士族との交渉が不調でいらだつ反乱軍によってなぶり殺しにされた。享年25歳。
秋月暴徒には、萩出身なのであれば前原一誠に従って反乱に加担せよと言われ、拒否したという。

## 慰霊
2019年11月9日には神田ら3名を含む殉職警察官たち4人を慰霊する慰霊祭が営まれ、警察関係者約50人が参列した。